# Phyllodactylus
Phyllodactylus è un genere di piccoli sauri della famiglia Phyllodactylidae, diffusi in quasi tutto il mondo. Molte delle specie inizialmente classificate in questo genere sono state riclassificate in altri generi esistenti o in nuovi generi creati ad hoc. Nonostante questo, il genere Phyllodactylus comprende tuttora un consistente numero di specie.

## Biologia
Si nutrono di insetti.

## Tassonomia
Il genere Phyllodactylus comprende attualmente 47 specie:
- Phyllodactylus angelensis Dixon, 1966
- Phyllodactylus angustidigitus Dixon & Huey, 1970
- Phyllodactylus apricus Dixon, 1966
- Phyllodactylus barringtonensis Van Denburgh, 1912
- Phyllodactylus baurii Garman, 1892
- Phyllodactylus bordai Taylor, 1942
- Phyllodactylus bugastrolepis  Dixon, 1966
- Phyllodactylus clinatus Dixon & Huey, 1970
- Phyllodactylus darwini Taylor, 1942
- Phyllodactylus davisi Dixon, 1964
- Phyllodactylus delcampoi Mosauer, 1936
- Phyllodactylus dixoni Rivero-Blanco & Lancini, 1968
- Phyllodactylus duellmani Dixon, 1960
- Phyllodactylus galapagensis Peters, 1869
- Phyllodactylus gerrhopygus Wiegmann, 1834
- Phyllodactylus gilberti Heller, 1903
- Phyllodactylus heterurus Werner, 1907
- Phyllodactylus homolepidurus Smith, 1935
- Phyllodactylus inaequalis Cope, 1876
- Phyllodactylus insularis Dixon, 1960
- Phyllodactylus interandinus Dixon & Huey, 1970
- Phyllodactylus johnwrighti Dixon & Huey, 1970
- Phyllodactylus julieni Cope, 1885
- Phyllodactylus kofordi Dixon & Huey, 1970
- Phyllodactylus lanei Smith, 1935
- Phyllodactylus leei Cope, 1889
- Phyllodactylus lepidopygus (Tschudi, 1845)
- Phyllodactylus martini Lidth De Jeude, 1887
- Phyllodactylus microphyllus Cope, 1876
- Phyllodactylus muralis Taylor, 1940
- Phyllodactylus nocticolus Dixon, 1964
- Phyllodactylus palmeus Dixon, 1968
- Phyllodactylus partidus Dixon, 1966
- Phyllodactylus paucituberculatus Dixon, 1960
- Phyllodactylus pulcher Gray, 1830
- Phyllodactylus pumilius Dixon & Huey, 1970
- Phyllodactylus reissii Peters, 1862
- Phyllodactylus rutteni Hummelinck, 1940
- Phyllodactylus santacruzensis Dixon, 1966
- Phyllodactylus sentosus Dixon & Huey, 1970
- Phyllodactylus tinklei Dixon, 1966
- Phyllodactylus transversalis Huey, 1975
- Phyllodactylus tuberculosus Wiegmann, 1834
- Phyllodactylus unctus Cope, 1864
- Phyllodactylus ventralis O'Shaughnessy, 1875
- Phyllodactylus wirshingi Kerster & Smith, 1955
- Phyllodactylus xanti Cope, 1863

### Specie soppresse o rinominate
- Phyllodactylus ansorgii è stata riclassificata come Afrogecko ansorgii (Boulenger, 1907)[1]
- Phyllodactylus braacki è stata riclassificata come Goggia braacki Good, Bauer & Branch, 1996[1]
- Phyllodactylus elisae è stata riclassificata come Asaccus elisae (Werner, 1895)
- Phyllodactylus essexi è stata riclassificata come Goggia essexi Hewitt, 1925[1]
- Phyllodactylus gallagheri è stata riclassificata come Asaccus gallagheri Arnold, 1972
- Phyllodactylus gemmulus è stata riclassificata come Goggia gemmula Bauer, Branch & Good, 1996>[1]
- Phyllodactylus guenteri è stata riclassificata come Christinus guentheri (Günther, 1875)
- Phyllodactylus hewitti è stata riclassificata come Goggia hewitti Branch, Bauer & Good, 1995
- Phyllodactylus kochii è stata riclassificata come Colopus kochii (Fitzsimons 1959)[2]
- Phyllodactylus marmoratus è stata riclassificata come Christinus marmoratus (Duméril & Bibron, 1836)
- Phyllodactylus melanostictus è stata riclassificata come Dixonius melanostictus (Taylor, 1962)
- Phyllodactylus porphyreus è stata riclassificata come Afrogecko porphyreus (Daudin, 1802)[1]
- Phyllodactylus swartbergensis è stata riclassificata come Afrogecko swartbergensis (Haacke, 1996)[1]